# Cadillac STS-V
Der Cadillac STS-V ist eine Hochleistungslimousine, die die Cadillac-Division von General Motors zwischen 2005 und 2010 herstellte. Seine Konkurrenten sind der BMW M5, der Audi RS6 und der Mercedes-Benz E 63 AMG.

## Einführung
Der STS-V wurde auf der North American International Auto Show in Detroit im Januar 2005 vorgestellt. Cadillac vermittelte der Öffentlichkeit einen weiteren Eindruck des STS-V in seiner Werbung für den amerikanischen Super-Bowl, die am 6. Februar 2005 erstmals ausgestrahlt wurde. Der Wagen erschien mit einer Beschleunigung von 0–100 km/h in 4,9–5,1 Sekunden. Ab Ende 2005 konnte man ihn kaufen.

## Technische Daten
Der STS-V hat die kompressorgeladene 4,4-Liter-Version des GM-Northstar-V8-Motors, der 350 kW (469 hp) leistet und ein Drehmoment von 595 Nm besitzt. Dieser Motor leitet seine Kraft an ein auf den Fahrer einstellbares Automatikgetriebe mit zwei Fahrprogrammen weiter. Der Wagen hat gegenüber dem STS größere Bremsen von Brembo, größere 10-Speichen-Aluräder (8,5″ ×  18″ vorne und 9,5″ × 19″ hinten), Reifen mit Notlaufeigenschaften von Pirelli, eine direktere Lenkung und ein härteres, sich selbst bis zu 1000-mal pro Sekunde regulierendes Fahrwerk mit magnetorheologischen Stoßdämpfern (MRC, Magnetic Ride Control). Motorblock und Zylinderkopf sind aus Aluminium gefertigt, die Nockenwelle aus Gusseisen und die Kurbelwelle aus Schmiedestahl. Alle vier Räder sind einzeln aufgehängt und es gibt vier Einstellungen für das ESP und die Stabilitätskontrolle.

### Motor
- Hubraum: 4371 cm³
- max. Leistung: 350 kW (469 hp) bei 6400 min−1
- max. Drehmoment: 595 Nm bei 3900 min−1
- Drehzahlbegrenzung: 6700 min−1
- Verdichtungsverhältnis: 9,0 : 1
- Kraftstoffverbrauch: 14,3 l/100 km (Stadt) und 14,0 l/100 km (Landstraße)[5]

### Fahrleistungen
- Beschleunigung, 0–100 km/h: 4,8 Sekunden
- Viertelmeile: 13,1 Sekunden

## Äußere Erscheinung
Der am besten sichtbare Unterschied zum normalen STS ist der gitterartige Kühlergrill.
Außer dem Kühlergrill unterscheidet sich der STS-V von vorne noch in dem Stoßfänger, den Nebellampen / Blinkleuchten und der Motorhaube (GFK, mit leichter Hutze über dem Kompressor).
Hinten ist der Stoßfänger anders als beim STS; er besitzt einen Gittereinsatz unten, der aus dem gleichen Material wie der Kühlergrill gefertigt ist. Der Heckspoiler ist höher und breiter und trägt ein drittes Bremslicht.
Innen hat der STS-V eine verbesserte Leder- und Veloursausstattung des deutschen Herstellers „Dräxlmaier“, der durch die Ausstattung des Maybach 57 und 62 bekannt geworden ist. Als Innenfarben sind ebenholzfarbig und grau verfügbar, die auch im normalen STS erhältlich sind, ebenso wie eine Zweifarbenkombination ebenholzfarbig / tangorot, die es nur beim STS-V gibt.

## Fertigung
Der STS-V wurde ein Jahr vor dem STS eingestellt, wobei es keinen Nachfolger gibt. Während der Produktionszeit gab es kleine Veränderungen bei der Innenausstattung und dem Leergewicht des Fahrzeuges, ebenso wie eine Modellpflege 2008. Der Wagen kostete knapp 80.000 US-$.
| Modelljahr | Verkaufspreis | Leergewicht |
| ---------- | ------------- | ----------- |
| 2006       | 77.090 $      | 1970 kg     |
| 2007       | 77.715 $      | 1948 kg     |
| 2008       | 78.775 $      | 1920 kg     |
| 2009       | 79.465 $      | 1920 kg     |